# TV Martí
Radio i Televisió Martí, és un servei de ràdio i televisió internacional finançat pel govern dels Estats Units. Transmet en espanyol des de Miami fins a Cuba. Les seves operacions són supervisades per l'Oficina de Transmissions per a Cuba, fundada el 1990.
La Radio i Televisió Martí, es diuen així en honor de José Martí.
Radio Martí va ser fundada el 1983 pel president Ronald Reagan, impulsat per l'activista exiliat Jorge Mas Canosa, amb la missió de combatre el Comunisme.